# Messier 9
Messier 9 (M9)  även känd som NGC 6333 är en klotformig stjärnhop i stjärnbilden Ormbäraren där den befinner sig i den södra delen av stjärnbilden sydväst om Eta Ophiuchi, och ligger ovanför ett mörkt moln av stoft som betecknas Barnard 64. Den upptäcktes den 28 maj 1764 av Charles Messier som införde den som nummer 9 i sin katalog över ickekometliknande objekt. Messier beskrev objektet som en ”nebulosa utan stjärnor”. År 1783 kunde den engelske astronomen William Herschel använda sitt teleskop för att upplösa enskilda stjärnor inom hopen. Han uppskattade den till 7-8 bågminuter i diameter med stjärnor tätt packade nära mitten.

## Egenskaper
Messier 9 befinner sig på ett beräknat avstånd på 5 500 ljusår från Vintergatans centrum och 25 700 ljusår från jorden. Den har en skenbar magnitud på 7,9 och är inte synlig med blotta ögat, men har en vinkeldiameter på 9,3 bågminuter och kan ses med ett litet teleskop.
Den totala luminositeten för Messier 9 är ca 120 000 gånger solens, den absoluta magnituden är -8,04. De ljusaste enskilda stjärnorna i M9 är av skenbar magnitud 13,5, vilket gör dem synliga i måttligt stora teleskop. Det har funnits 24 variabla stjärnor i M9: 21 RR Lyrae variabler, plus en långperiodig variabel, Typ II Cepheid, och en Algol förmörkelsevariabel. Inga blå eftersläntrare eller SX Fenicis-variabler har upptäckts. Baserat på perioderna för RR Lyr-variablerna klassificeras stjärnhopen som en klotformig Oosterhoff typ II-, vilket utesluter ett utomgalaktiskt ursprung.

## Galleri

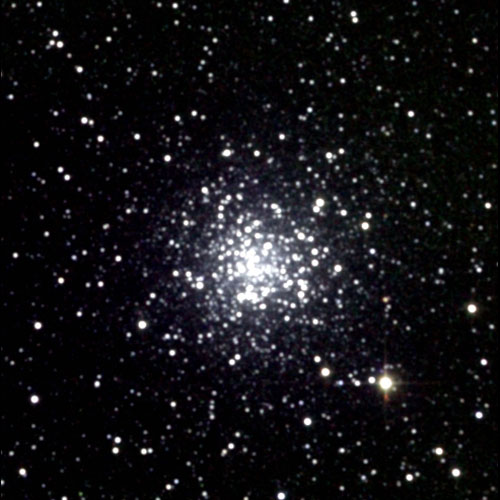
Messier 9, avbildad av 2MASS
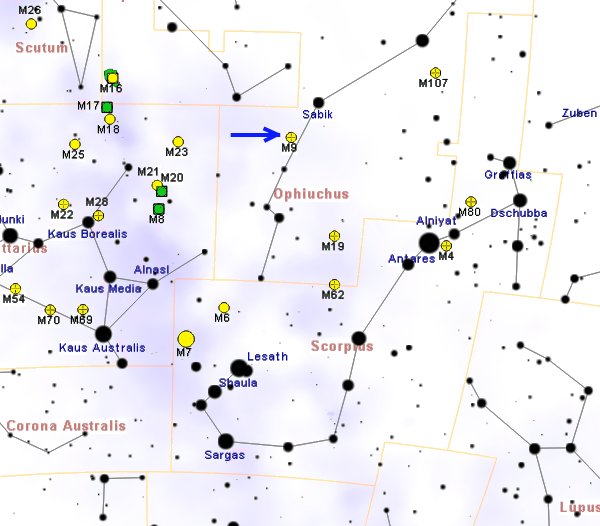
Karta over lokaliseringen av Messier 9